# Arved Deringer

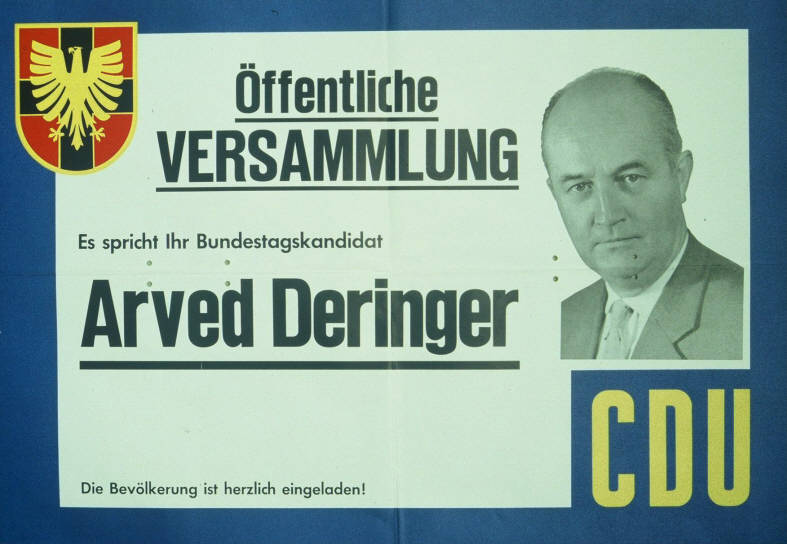
Arved Deringer auf einem Wahlplakat zur Bundestagswahl 1961

Arved Deringer (* 4. Juni 1913 in Neustuttgart, heute: Jelysawetiwka (ukrainisch Єлизаветівка), Rajon Prymorsk, Oblast Saporischschja, (Ukraine); † 25. Oktober 2011 in Stuttgart) war ein deutscher Jurist und Politiker (CDU), der eine der großen deutschen Rechtsanwaltskanzleien gründete.

## Leben
Deringer wurde in der Ukraine als ältestes von acht Kindern geboren und kam nach dem Ersten Weltkrieg 1918 auf der Flucht vor der Oktoberrevolution mit seinen Eltern nach Deutschland. Nach dem Abitur am Joachimsthalschen Gymnasium in Templin in der Uckermark studierte er evangelische Theologie und Rechtswissenschaften in Tübingen, Kiel, Genf und Berlin. Dem Referendarexamen 1937 folgte – unterbrochen von mehreren Fronteinsätzen – das Assessorexamen 1942. Im Zweiten Weltkrieg war er Marineoffizier. Nach der Entlassung aus der französischen Kriegsgefangenschaft 1947 arbeitete er zunächst für die amerikanische Besatzungsmacht und war ab 1951 als Rechtsanwalt in Stuttgart tätig. 1952 assoziierte er sich mit Alfred Gleiss (1904–1997). 1961 schied Arved Deringer aus und gründete 1962 mit Claus Tessin (1927–2019) in Bonn eine eigene, zunächst im Schwerpunkt kartellrechtlich tätige Anwaltskanzlei (Deringer-Tessin, später Deringer Tessin Herrmann & Sedemund), die 1970 nach Köln umzog, 2000 mit der internationalen Sozietät Freshfields zu Freshfields Deringer fusionierte und seit einer weiteren Fusion im selben Jahr mit der deutsch-österreichischen Sozietät Bruckhaus Westrick Heller Löber als Freshfields Bruckhaus Deringer firmiert.
Er hatte sich 1992 aus dem aktiven Geschäft zurückgezogen und war anschließend von 1993 bis 1995 Berater des Antimonopolkomitees der Ukraine.
Deringer war verheiratet und hatte fünf Kinder.

## Partei
Deringer trat zum 1. August 1932 in die NSDAP ein (Mitgliedsnummer 1.224.215). Er war später Mitglied der CDU und dort von 1955 bis 1959 Geschäftsführer des Evangelischen Landesarbeitskreises Württemberg, anschließend war er bis 1963 stellvertretender Vorsitzender und zuletzt bis 1980 Vorsitzender des Evangelischen Landesarbeitskreises. Von 1954 bis 1956 war er CDU-Kreisvorsitzender in Waiblingen.

## Abgeordneter
Deringer gehörte von 1957 bis 1969 dem Deutschen Bundestag an. Er vertrat zunächst den Wahlkreis Calw und später den Wahlkreis Stuttgart III im Parlament. Vom 27. Februar 1958 bis zum 21. Januar 1970 war er auch Mitglied des Europaparlaments, wo er von 1966 bis 1970 den Rechtsausschuss leitete. 1958 gehörte er der deutschen Delegation bei der Anti-Trust-Konferenz in Chicago an.

## Auszeichnungen
- 1968: Verdienstkreuz 1. Klasse der Bundesrepublik Deutschland
- 1977: Professorwürde für seine Verdienste um das Europarecht vom Land Baden-Württemberg
- 1998: Große Bundesverdienstkreuz für seine Verdienste um die Fortentwicklung des Rechts, der europäischen Integration und der transatlantischen Verständigung.[6]